# Профьюмо, Джон
Джон Профьюмо (англ. John Dennis Profumo; 30 января 1915, Кенсингтон — 9 марта 2006, Южный Кенсингтон) — наследник многомиллионного состояния, военный министр
Великобритании, ушедший в отставку в 1963 году из-за скандала с девушкой по вызову Кристин Килер (так называемое «Дело Профьюмо»).
Предки Профьюмо были итальянцами. После окончания Оксфорда отправился в кругосветное путешествие, в ходе которого посетил Советский Союз, Китай, Японию и США. В 21 год он стал председателем одной из лондонских ассоциаций Консервативной партии. В 1940 году в 25 лет стал самым молодым членом палаты общин. В 1960 году премьер-министр Гарольд Макмиллан назначил его военным министром (государственный секретарь по военным делам; ныне этот пост упразднён и заменён должностью министра обороны).

## Дело Профьюмо
В досье ФБР приводятся подробности великосветских вечеринок, перераставших в разнузданные оргии.
Журналисты выяснили, что Килер, помимо дружбы с Профьюмо, общалась также с советским военно-морским атташе в Лондоне, по совместительству советским разведчиком Евгением Ивановым. Профьюмо под давлением прессы, которая и раскопала эту историю, заявил в Палате общин британского парламента, что не поддерживал с Килер близких отношений. Опубликованное вскоре письмо, которое он написал ей, привело к отставке министра, а вскоре — и к падению кабинета премьер-министра Гарольда Макмиллана, и к поражению консерваторов на следующих выборах.
Это был момент величайшего позора для Джона Профьюмо. Но его жизнь на этом не закончилась. Примерно через год после отставки Профьюмо начал работать в благотворительном обществе Тойнби-Холл. Используя свои связи в истеблишменте, Профьюмо добивался крупных пожертвований в адрес фонда. Впоследствии он стал председателем этой организации. В 1975 году королева сделала его командором Ордена Британской империи. Маргарет Тэтчер, пригласив Профьюмо на своё семидесятилетие, посадила его рядом с королевой.
Евгений Иванов умер в России в 1994 году. Незадолго до смерти он встречался с Килер в Москве по инициативе одной британской газеты. Сама Килер запомнилась серией известных фотографий 1960-х годов и тремя книгами о её отношениях с Ивановым и Профьюмо.
Считается, что дело Профьюмо не нанесло особого ущерба безопасности Великобритании, хотя по некоторым свидетельствам, такое мнение недооценивает массу информации, полученную советской разведкой.
В 2013 году известный композитор Эндрю Ллойд Уэббер выступал в Палате лордов с требованием открыть материалы по «делу Профьюмо», однако дело засекретили ещё на сто лет. По некоторым сведениям причиной этого было то, что там имеется компромат на королевскую семью.